# San Erasmo y san Mauricio
Los santos Erasmo y Mauricio (en alemán, Erasmus-Mauritius-Tafel) es uno de los cuadros más conocidos del pintor alemán Matthias Grünewald. Mide 226 cm de alto, y 176 cm de ancho. Data de la primera mitad de los años 1520. Se encuentra en la Alte Pinakothek de Múnich (Alemania).
Esta tabla la encargó el arzobispo Alberto de Brandemburgo para la iglesia de Halle dedicada a los santos Mauricio y Magdalena. Se trata de una tabla de gran tamaño: más de dos metros de alto y metro y medio de ancho. 
En primer plano están representados dos santos: san Erasmo y san Mauricio, que vivieron a caballo entre el siglo III y el siglo IV, en los tiempos de la persecución de Diocleciano. Erasmo de Formia (m. hacia 303) era obispo de Antioquía, por lo que aparece representado, en la parte izquierda del cuadro, con la mitra obispal. Grünewald le dio los rasgos del comitente de la obra, Alberto II de Brandemburgo, margrave de Brandemburgo (1490-1545). Viste con una casulla muy detallada que, junto a la armadura del otro santo, Mauricio el Tebano, es uno de los mejores logros de la pintura alemana de la época. San Erasmo tiene en la mano un árgano o cabrestante, utilizado como instrumento de tortura para enrollar las vísceras del santo, puesto que según una leyenda tardía, «su estómago fue partido en dos y sus intestinos fueron enrollados alrededor de un cabrestante», por lo que se interpreta el árgano o cabrestante que suele llevar el santo en la mano como el instrumento de su tortura.
El otro santo, representado como un joven negro africano, es un guerrero con armadura. Era un comandante tebano que se negó a participar en ritos paganos durante la persecución de Diocleciano. La armadura de Mauricio está representada con gran detalle; es plateada y lleva piedras preciosas en las orlas, lo que contribuye a darle un aspecto suntuoso. Ambas figuras parecen estatuas policromadas. El menor tamaño de las figuras en segundo plano consiguen dan sensación de profundidad y amplían así el espacio.

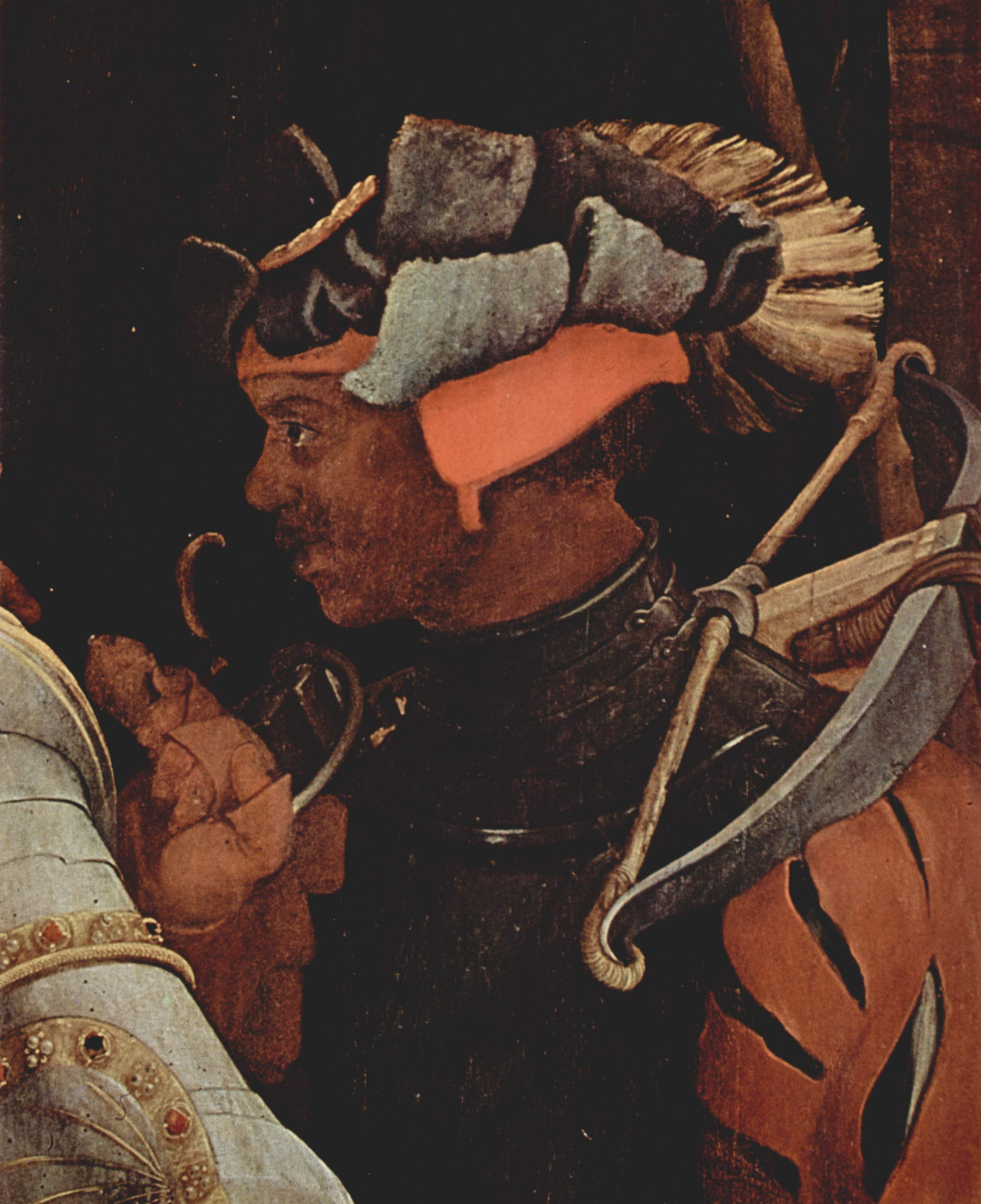
Figura en segundo plano
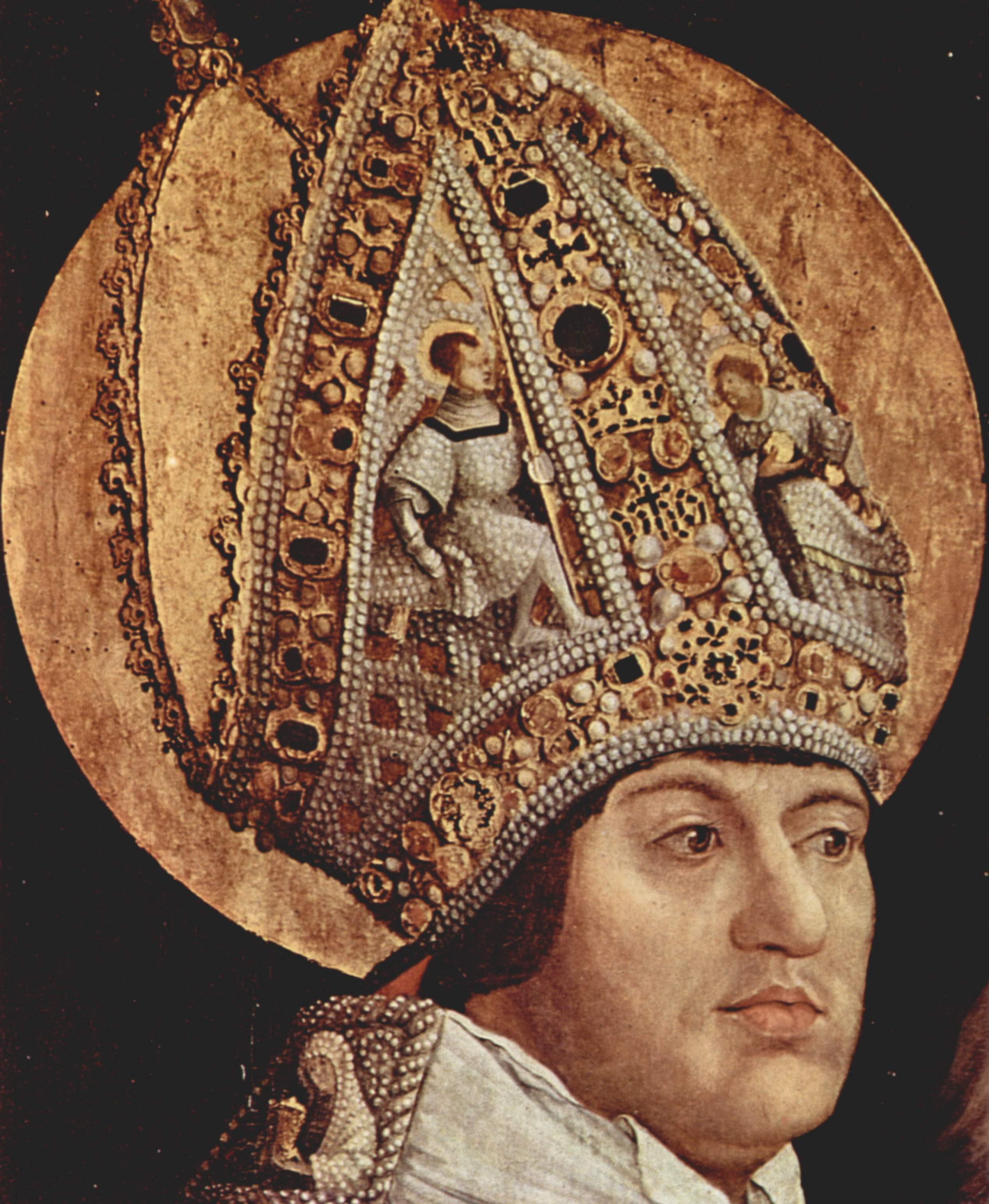
San Erasmo
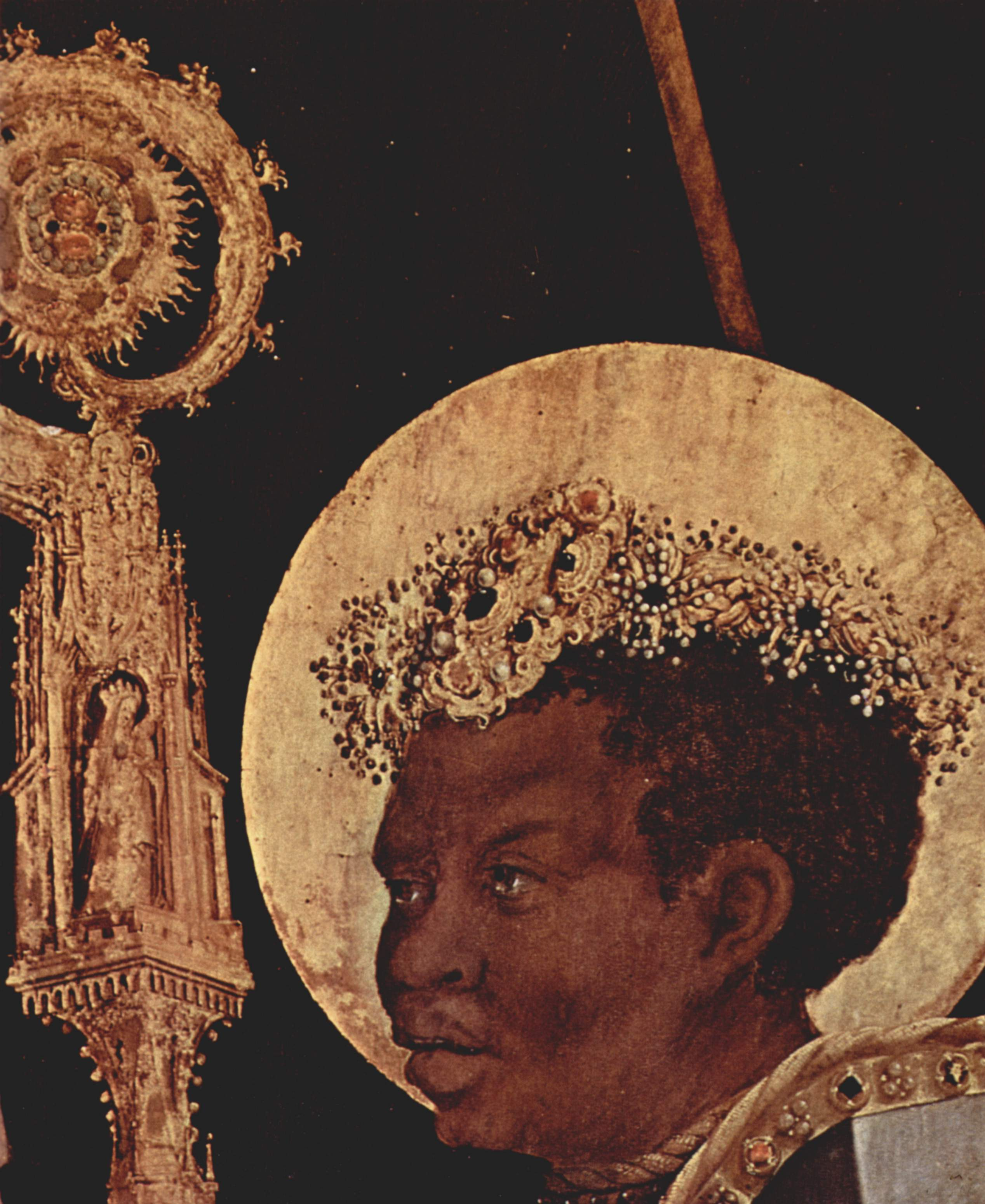
San Mauricio